# Capillariinae
Die Capillariinae sind eine Unterfamilie der Fadenwürmer mit über 400 Arten und die einzige Unterfamilie in der Familie Capillariidae. In der älteren Literatur wird die Unterfamilie in der Familie Trichuridae geführt. Sie sind Parasiten der Haut oder der inneren Organe bei Wirbeltieren.

## Merkmale
Der Körper ist meist fadenförmig, bei einigen Arten ist der Abschnitt hinter dem Ösophagus deutlich verbreitert. Die 20 bis 60 Stichozyten sind gleichförmig und regelmäßig über die ganze Länge des Ösophagus verteilt und in ein bis drei Reihen angeordnet. Die Ösophagusregion ist generell kürzer als die hinter dem Ösophagus. Hinter dem Ösophagus sind gewöhnlich Zellen vorhanden, die im Pseudocoelom liegen und nicht zum normalen Stützgewebe gehören (Coelomocyten). Ein Cirrus ist meist vorhanden und oft kaum kutikularisiert. Die Kloake hat vor und hinter dem Eintritt des Spiculum eine dünne muskulöse Wand. Die Eier sind bei Abgabe nicht embryoniert.

## Systematik
Die Unterfamilie enthält nur die Tribus Capillariini und diese nur eine Untertribus, die Capillariinii. Diese enthält 20 Gattungen. In der medizinisch-parasitologischen Literatur werden häufig aber auch alle Arten als Haarwürmer der Gattung Capillaria zugeordnet. Folgende Gattungen sind derzeit anerkannt:
- Aonchotheca Lopez-Neyra, 1947
- Baruscapillaria Moravec, 1982
- Capillaria Zeder, 1800
- Chondronema Christie & Chitwood, 1931
- Crocodylocapillaria Moravec & Spratt, 1998
- Eucoleus Dujardin, 1845
- Freitascapillaria Moravec, 1982
- Gessyella Freitas, 1959
- Indocapillaria De & Maity, 1995
- Lobocapillaria Moravec & Beveridge, 2017
- Nematoideum Diesing, 1851
- Ornithocapillaria Barus & Sergeeva, 1990
- Paracapillaria Mendonca, 1963
- Paracapillaroides Moravec, Salgado, Maldonado & Caspeta-Mandujano, 1999
- Piscicapillaria Moravec, 1982
- Pseudocapillaria Freitas, 1959
- Pterothominx Freitas, 1959
- Schulmanela Ivaskin, 1964
- Tridentocapillaria Barus & Sergeeva, 1990
- Undescribed Moravec & Barton, 2018